# 마니시 다얄
마니시 다얄(Manish Dayal)은 미국의 배우이다. 사우스캐롤라이나주 출신으로 조지 워싱턴 대학교를 졸업하였다. 헬렌 미렌 주연의 영화 《로맨틱 레시피》(2014)에 출연하였으며, 드라마 《에이전트 오브 쉴드》 4시즌에서는 비자이 역으로 출연했다.

## 출연 작품
- 홀리데이트 - 파루크 역